# Trauma Center (Computerspielreihe)
Trauma Center (jap. カドゥケウス, Kadukeusu, dt. „Caduceus“) ist eine Videospiel-Reihe des japanischen Spieleentwicklers Atlus.
Der Spieler muss in simulierten Operationen meist unter Zeitdruck verschiedene Unfallverletzungen versorgen oder Tumoren entfernen. Diese Operationen werden mithilfe des Stylus (Nintendo DS) oder der drahtlosen, bewegungsgesteuerten Wii-Fernbedienung (Nintendo Wii) durchgeführt. Man kann zum Beispiel mit einem Skalpell schneiden, mit Pinzetten Splitter entfernen, Spritzen ansetzen oder Wunden nähen.
Eine Eigenheit in diesen Simulationen ist die übernatürliche Fähigkeit des Hauptdarstellers, genannt die „Heilende Hand“. Durch diese Fähigkeit ist es ihm möglich die Zeit zu verlangsamen und dadurch auch komplizierteste Operationen zu meistern.

## Spiele

### Trauma Center: Under the Knife
In Trauma Center: Under the Knife (超執刀 カドゥケウス, Chōshittō: Kadukeusu, dt. „chirurgische Super-Operation: Caduceus“) setzt die Terrororganisation Delphi im Jahr 2018 den tödlichen G.U.I.L.T.-Virus frei. Der Spieler muss in immer mehr herausfordernden Operationen die durch dieses Virus ausgelösten Tumoren bekämpfen. Hauptdarsteller ist der junge Chirurg Dr. Derek Stiles, ihm zur Seite steht die Assistenzärztin Angela „Angie“ Thompson. Sie arbeiten für die fiktive Organisation Caduceus. Ist Dr. Stiles am Anfang noch etwas unbeholfen, entdeckt er im weiteren Spielverlauf seine übernatürliche Fähigkeit der „Heilenden Hand“.

### Trauma Center: Second Opinion
Trauma Center: Second Opinion (カドゥケウスZ 2つの超執刀, Kadukeusu Z: Futatsu no Chōshittō, dt. „Caduceus Z: 2 chirurgische Super-Operationsdurchführungen“) ist eine überarbeitete Portierung von Trauma Center: Under the Knife für Nintendos Wii-Konsole. Es werden eine verbesserte Grafik, eine erweiterte Geschichte und mehr Gerätschaften im Vergleich zum Nintendo-DS-Spiel geboten. Mit Dr. Nozomi Weaver, die ebenfalls die Gabe der „Heilenden Hand“ besitzt, wird ein neuer Charakter vorgestellt. Bis zu Mission 5 gleicht der Spielverlauf dem der DS-Version, danach verzweigt die Geschichte und Dr. Weavers Missionen werden freigeschaltet.

### Trauma Center: New Blood
Die Geschichte von Trauma Center: New Blood (カドゥケウス ニューブラッド, Kadukeuse: Nyū Buraddo, dt. „Caduceus: Neues Blut“) ist 7 Jahre nach der von Under the Knife 2 angesiedelt. Man spielt als Dr. Markus Vaughn, der von der jungen Doktorin Valerie Blaylock unterstützt wird. Beide besitzen wie Dr. Stiles die übernatürliche Fähigkeit der „Heilenden Hand“.
Ein Virus, Stigma genannt, wurde versehentlich während Forschungsarbeiten von Professor Wilkens und Dr. Vaughn erschaffen. Da Professor Wilkens aus diesen Forschungen Profit schlagen will, trennen sich ihre Wege. Das Virus gerät in die Hände der kriminellen Organisation „Kidman Family“.
Da dieser Teil als eigenständiger Part für die Wii-Konsole entwickelt wurde, gibt es einige Neuerungen. Es wird das 16:9-Format sowie Progressive Scan unterstützt. Des Weiteren sind die Unterhaltungen während der Operation nicht in Textform vorhanden, sondern durch Sprachausgabe. Dem Spieler ist es möglich entweder alleine oder im Kooperativ-Modus gemeinsam mit einem zweiten Spieler die Operationen durchführen. Über die Online-Funktion kann man die erspielten Rankings veröffentlichen.

### Trauma Center: Under the Knife 2
Im Nachfolger Trauma Center: Under the Knife 2 (救急救命 カドゥケウス2, Kyūkyū Kyūmei: Kadukeusu 2, dt. „Notrettungsdienst: Caduceus 2“) der Arzt-Simulation, der 3 Jahre nach dem ersten Teil spielt, ist der Arzt Derek Stiles zusammen mit seiner Assistentin Angie Thompson im Auftrag der Organisation Caduceus in Afrika tätig. Was für Dr. Stiles als einfache Aushilfsarbeit beginnt, nimmt schon bald wesentlich komplexere Formen an. Die durch den G.U.I.L.T.-Virus hervorgerufene aber für besiegt gehaltene Krankheit bricht erneut aus und muss ein weiteres Mal bekämpft werden.

### Trauma Team
Der fünfte und bisher letzte Eintrag der Reihe erschien 2010 mit Trauma Team für Wii. Das von Atlus entwickelte Visual Novel erschien am 18. Mai in Nordamerika und am 17. Juni 2010 Japan, eine Veröffentlichung für den europäischen Markt blieb aus. Die Handlung folgt den sechs Protagonisten Maria Torres, Gabriel Cunningham, Naomi Kimishima (bekannt aus Trauma Center: Second Opinion), CR-SO1, Tomoe Tachibana und Hank Freebird, die auf ihren jeweiligen Spezialgebieten operieren und gemeinsam die fiktive Virusinfektion „Rosalia“ einzudämmen versuchen. Das Spielprinzip verbindet in bekannter Weise die simulativen Mechaniken der medizinischen Eingriffe mit Zwischensequenzen im japanischen Comic-Stil und klassischen Visual-Novel-Dialogen. Der Zwei-Spieler-Modus ist auch in Trauma Team enthalten und die Steuerung ähnelt den Wii-Vorgängern der Reihe.
Das Spiel wurde laut Metacritic „überwiegend positiv“ von der Presse aufgenommen. Der Wertungsaggregator ermittelte eine Gesamtwertung von 82 aus 100 Punkten, basierend auf 28 positiven und einem mittelmäßigen Urteil der Rezensenten. GamesRadar+ hob „erfrischend neuartige“ medizinische Eingriffe, einen durchgehend gelungenen Einsatz der Wii-Bewegungssteuerung und ein facettenreiches Charakterdesign hervor. Kritisiert wurde dagegen eine wechselhafte Intensität im Vergleich zu den Vorgängern, zum Teil frustrierende Missionen und ekelerregende „Reisen durch die menschlichen Eingeweide“. Der Testbericht schloss mit der Vergabe von vier aus fünf Sternen.